# Aclis watsoni
Aclis watsoni is een slakkensoort uit de familie van de Eulimidae. De wetenschappelijke naam van de soort is voor het eerst geldig gepubliceerd in 2007 door Barros, Lima & Francisco.